# Bársonyos fapereszke
A bársonyos fapereszke (Tricholomopsis rutilans) a pereszkefélék családjába tartozó, fenyvesekben termő, nem ehető gombafaj.

## Megjelenése
A bársonyos fapereszke kalapja 5-12 (20) cm átmérőjű, alakja kezdetben domború, majd ellaposodik; közepén gyakran kis púp marad. Felülete nemezes, bársonyos. Kalapbőrének színe sárga, amit bíborvöröses réteg borít, mely idővel apró pikkelyekre szakadozik fel. Húsa vastag, sárgás színű, lédús. Szaga gyenge, dohos, kissé a nedves fára emlékeztet; íze kesernyés. 
Sűrűn álló lemezei foggal nőnek rá a tönkre, élük többé-kevésbé fűrészes. Színük sárga. 
Spórapora fehér. Spórái széles ellipszis vagy majdnem gömb alakúak, felületük sima, méretük 5-7 x 3,5-5,5 µm.
Tönkje 6-10 cm magas és 1-1,5 cm vastag. Alakja hengeres vagy lefelé vékonyodó; gyakran elgörbül. Felülete szálas-nemezes. A kalaphoz hasonlóan sárgás alapszínét apró bíborvörös pikkelykék borítják. 

### Hasonló fajok
Jellegzetes külsejű gomba, esetleg a hasonló élőhelyű olajsárga fapereszkével lehet összetéveszteni, amelyet olívbarna vagy feketes pikkelykék borítanak. 

## Elterjedése és termőhelye
Európában és Észak-Amerikában honos. Megtalálgató Ausztráliában is, ahol feltehetően behurcolt faj. Magyarországon gyakori.
Fenyvesekben található meg, luc és kéttűs fenyők korhadó tuskóin vagy mellettük nő. Júliustól novemberig terem.
Nem mérgező, de íze miatt étkezésre nem alkalmas.

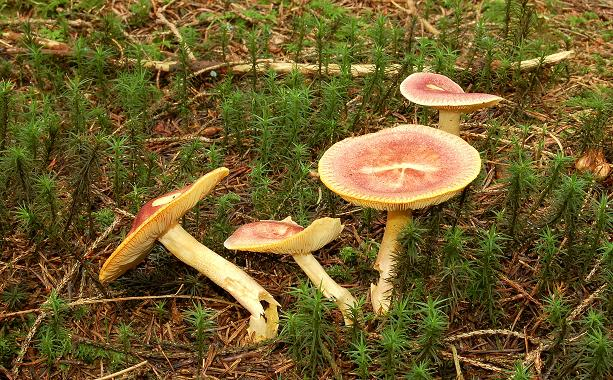
Bársonyos fapereszke
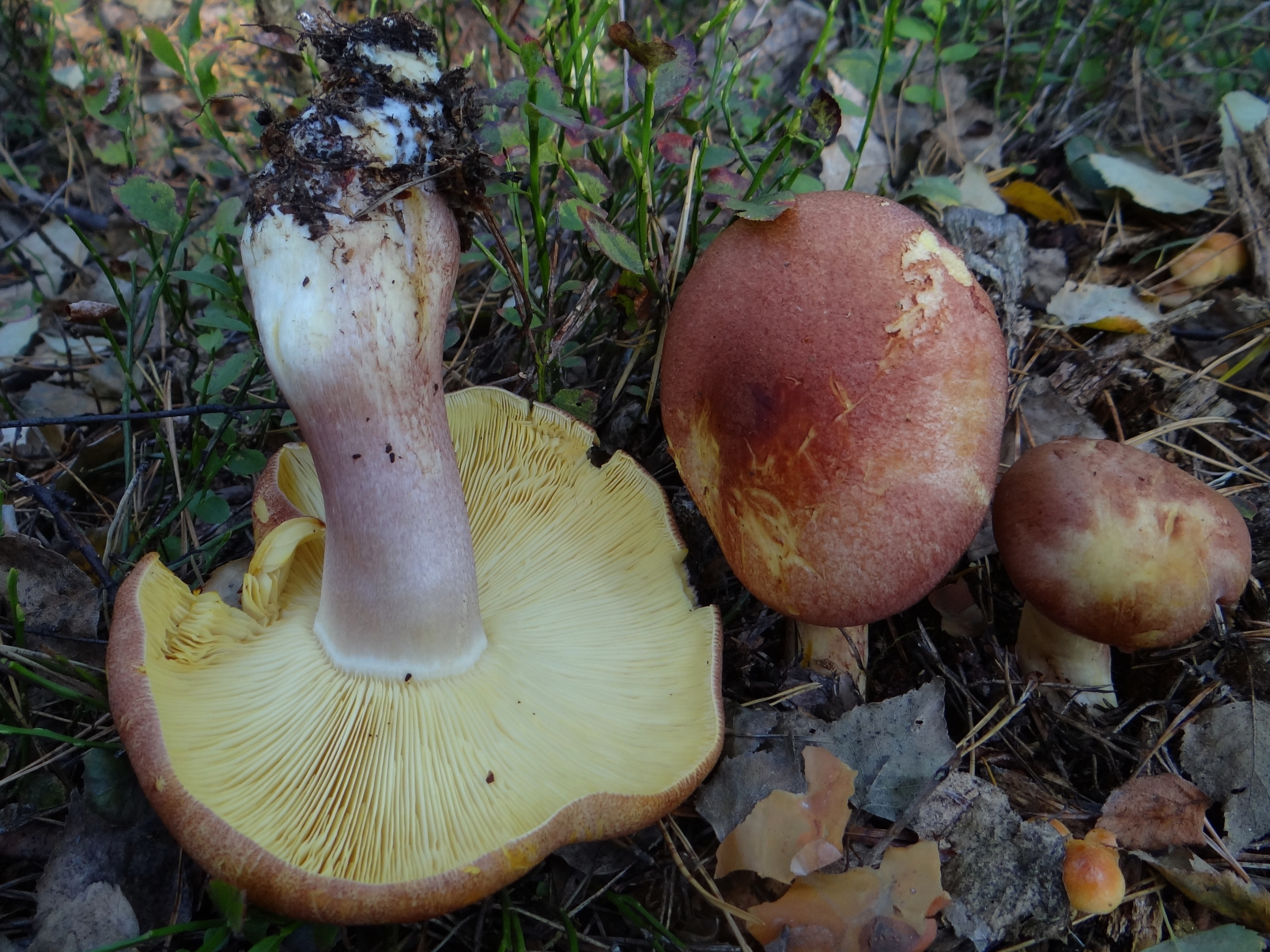
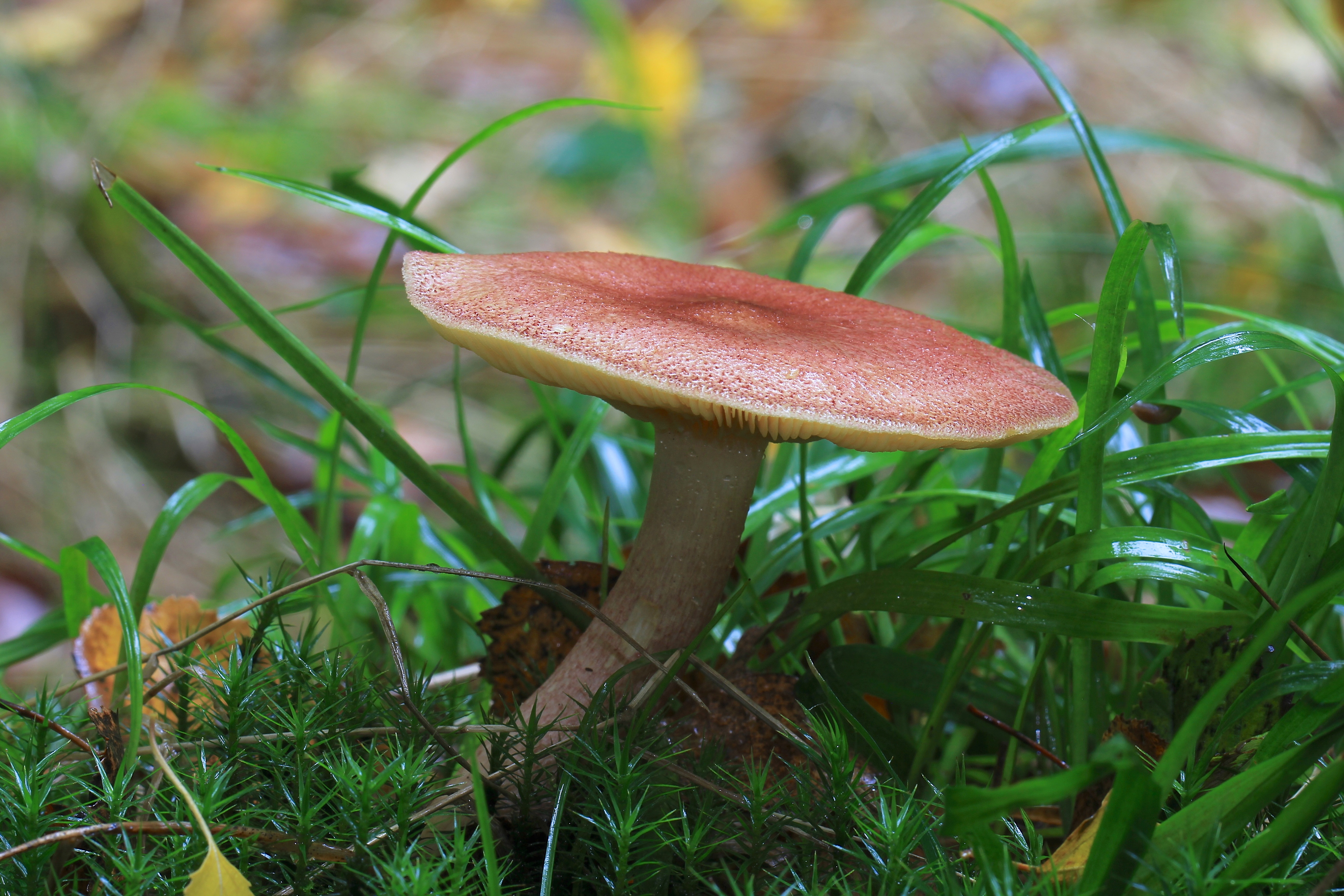
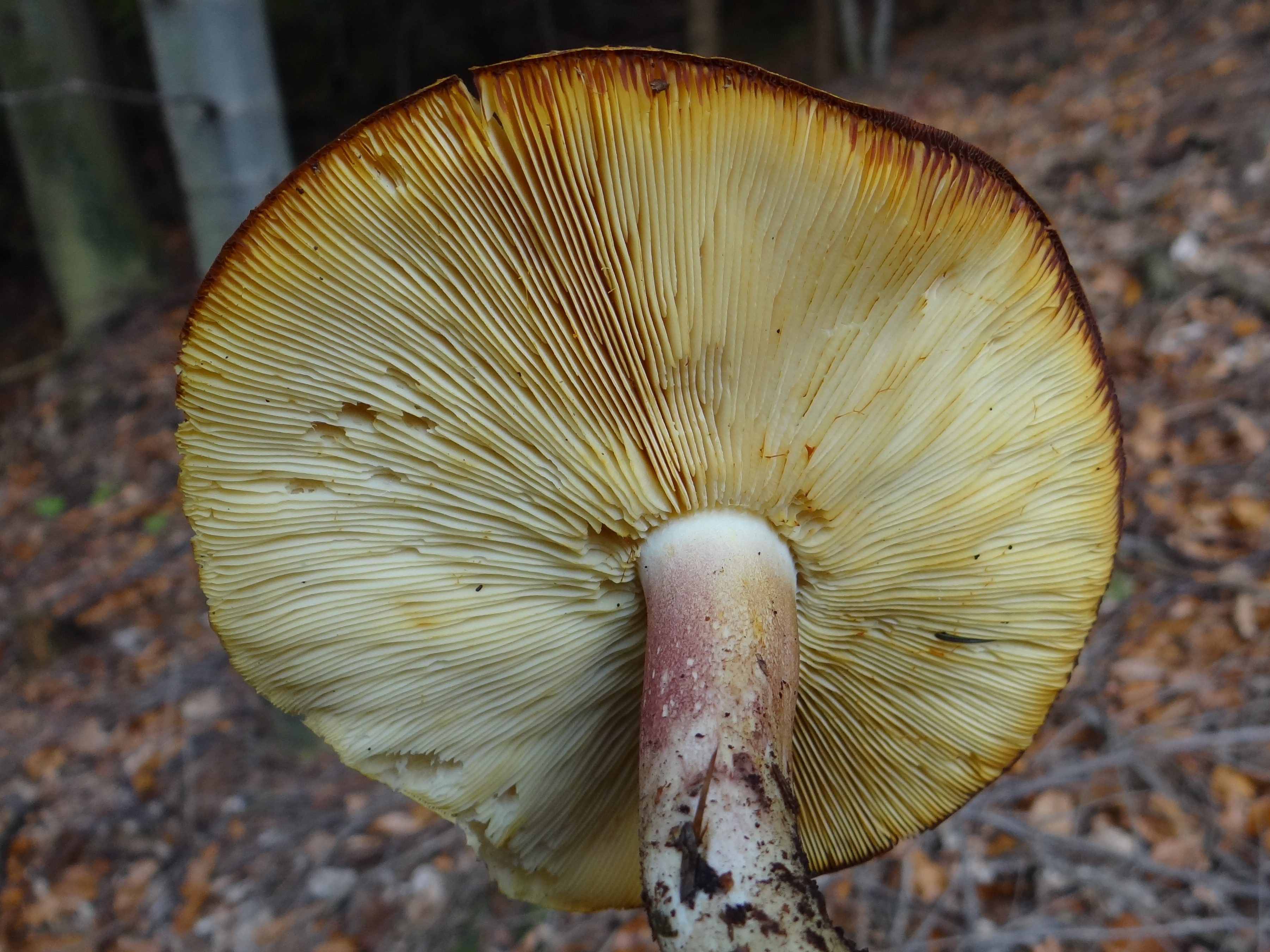
Lemezei
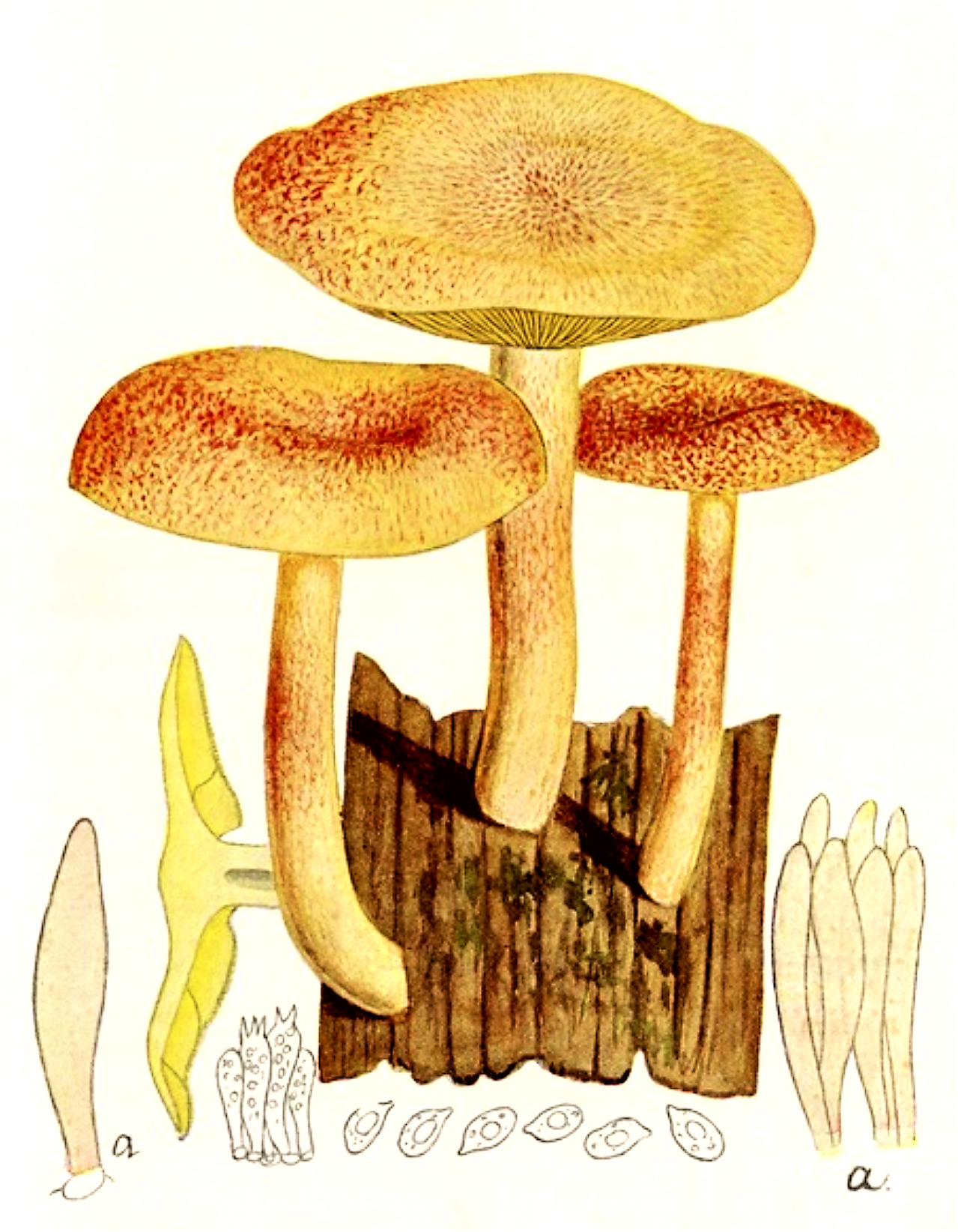
Ábrázolása egy olasz gombakönyvben (1927)